# Beueler Wäscherinnen

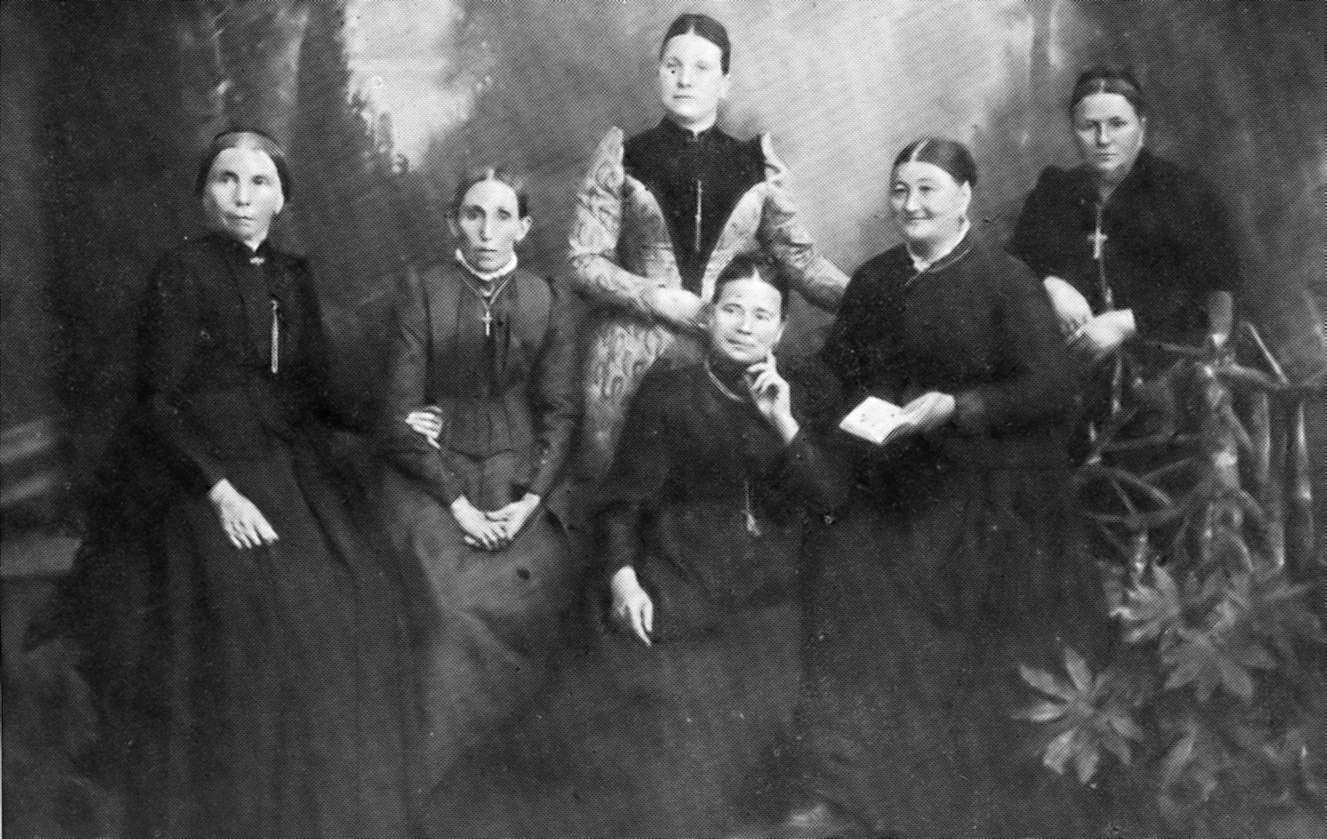
Das älteste Bild des Beueler Damenkomitee von 1824 (um 1900)

Bei den Beueler Wäscherinnen handelt es sich um eine Traditionsveranstaltung von Damen, die an Karneval in Bonn-Beuel stattfindet. Ein Höhepunkt des jecken Treibens stellt der jährliche Weiberfastnachtszug mit anschließendem Rathaussturm in Beuel dar.

## Hintergrund
Auf der Schäl Sick, in Beuel, hatte sich seit Jahrhunderten der Gewerbezweig der Beueler Wäschereien etabliert. Hier wurde ein Großteil der Wäsche aus den umliegenden Städten, auch die aus Köln, gewaschen.
Traditionell fuhren die Männer der Wäscherinnen Donnerstag vor Karneval nach Köln, um dort die frisch gewaschene Wäsche auszuliefern, aber auch, um dort ausgiebig Karneval zu feiern.
Im Jahr 1824 entschlossen sich einige Wäscherinnen, sich entsprechend zu revanchieren und die Männerherrschaft im Karneval aufzubrechen. Sie setzten sich, als ihre Männer per Schiff nach Köln unterwegs waren, zu einem Kaffeeklatsch zusammen. Dies war die Geburtsstunde des Alten Beueler Damenkomitees von 1824 e. V. In den Folgejahren schlossen sich immer mehr verheiratete Frauen, sogenannte Möhne, den Wäscherinnen an. In den folgenden Jahren wurde der Tag mit einem Festumzug begonnen, um anschließend in einem Saal die Wieversitzung zu feiern. Männer bekamen erst nach Abschluss der Sitzung Einlass in den Saal.
Ein Beleg für das heftige Treiben der Beueler Damen ist das Bröckeweibchen. Die Steinskulptur, die eine keifende Waschfrau mit schwingendem Pantoffel darstellt, wurde als Pendant für das Bonner Bröckemännche im Jahr 1898 am Strompfeiler der alten Rheinbrücke angebracht.
Die Steinskulptur wurde 1945 aus den Trümmern der zerstörten Rheinbrücke geborgen, zur 125-Jahr-Feier der Beueler Weiberfastnacht im Jahr 1949 am Rheinufer aufgestellt und am 25. Februar 1949 vom Kölner Regierungspräsidenten Wilhelm Warsch feierlich enthüllt. Die Inschrift des Denkmals lautet: „De Welt es e Lake, dat selvs de Beueler net wäsche könne“.
Im Zuge von Umbauarbeiten im Bereich der Brücke wurde die Skulptur im Jahr 2006 an der neuen Hochwasserschutzmauer in der Nähe des Anlegers der Personenfähre angebracht.

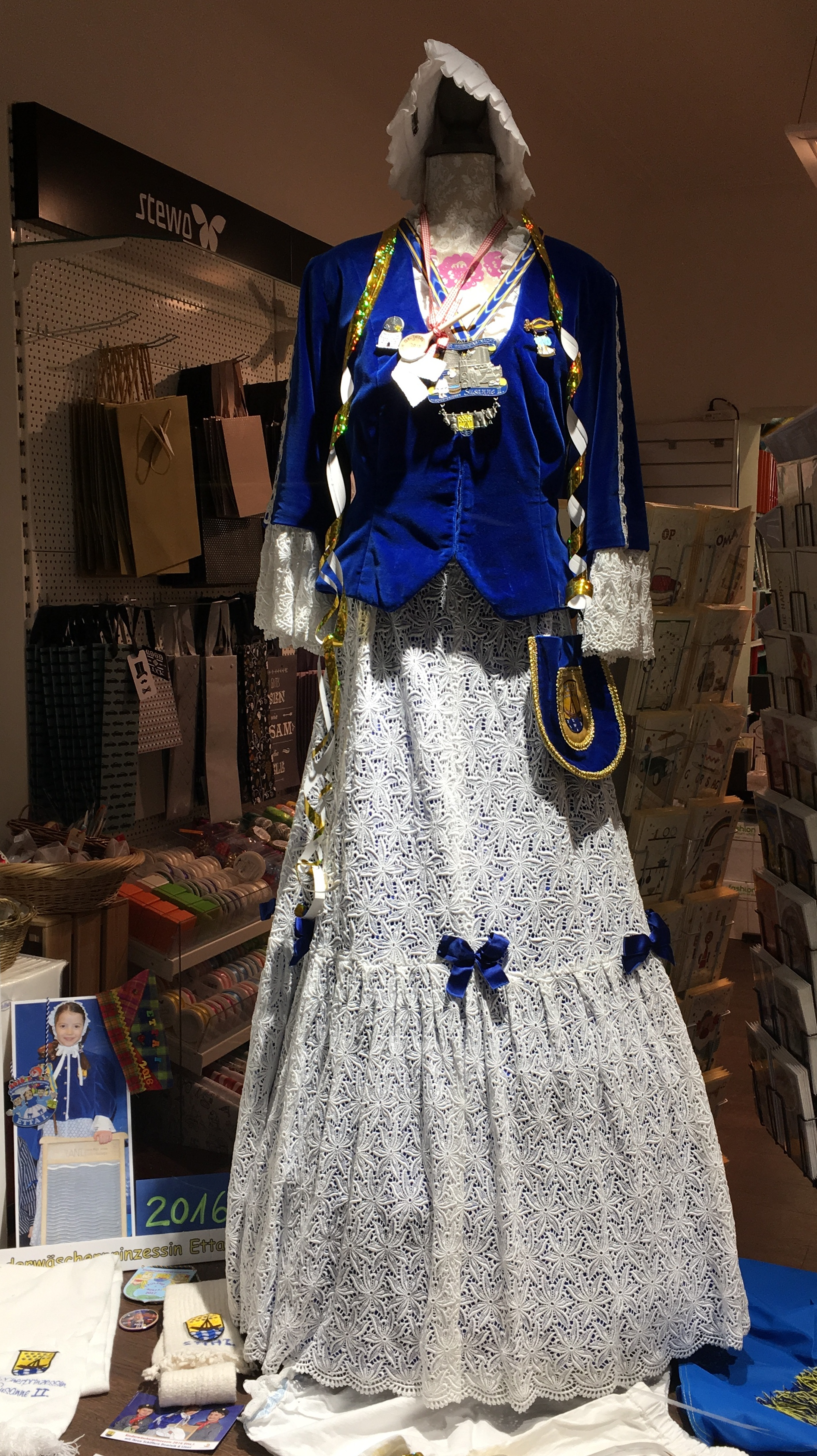
Ornat der Beueler Wäscherprinzessin

## Beueler Wäscherprinzessin
Seit 1957 beteiligen sich sämtliche Beueler Damenkomitees am Rathaussturm und im folgenden Jahr wird erstmals durch die zur Zeit 15 Damenkomitees, zusammen mit der Obermöhn, die Wäscherprinzessin proklamiert. Anfangs wurden die Wäscherprinzessinnen ausschließlich von den Wäschereien gestellt; als dieses immer schwieriger wurde, übernahmen die Damenkomitees reihum Jahr für Jahr diese Aufgabe. Die Equipe der Wäscherprinzessin besteht aus zwei Wäscherinnen, den vom Beueler-Stadtsoldaten-Corps gestellten Adjutanten (Bützoffiziere), der Obermöhn und dem Damenkomitee, aus der die Prinzessin kommt. Die erste Wäscherprinzessin 1958 war Barbara Tiepholt. Seitdem hilft „Ihre Lieblichkeit, die Wäscherprinzessin“ mit der Obermöhn und den Damenkomitees, das Beueler Rathaus zu erstürmen.
Die Figur der Wäscherprinzessin gibt es nur in Beuel, sie ist einzigartig im deutschen Karneval. Erfunden wurde sie vom damaligen Beueler Stadtdirektor, dem Westfalen Franz Brock.
Neben den Damenkomitees sind die Beueler Stadtsoldaten, die Schutztruppe der Wäscherprinzessin, ein wichtiger Teil der Beueler Weiberfastnacht. Zwei ihrer Stadtsoldaten, die so genannten Bützoffiziere, gehören seit Jahren zur offiziellen Abordnung der Beueler Weiberfastnacht.
Die folgende Liste enthält eine Übersicht der Beueler Wäscherprinzessinnen. Da die Prinzessinnen bis einschließlich 1964 von den ortsansässigen Wäschereien gestellt wurden, wird der Name der Wäscherei in diesen Jahren in der Spalte Damenkomitee aufgeführt. In den beiden Jahren, in denen die Wäscherprinzessin aus der französischen Partnerstadt Mirecourt gewählt wurde, ist der Stadtname in der Spalte Damenkomitee aufgeführt. Wegen der Flutkatastrophe 1962 wurden die Karnevalsveranstaltungen abgesagt, die Amtszeit der amtierenden Wäscherprinzessin erstreckte sich deshalb auch auf die folgende Session. 1991 wurden die Karnevalszüge wegen des zweiten Golfkriegs abgesagt, daher blieb die amtierende Prinzessin auch 1992 in Amt und Würde.
| Jahr      | Name                                       | Damenkomitee                                                  | Motto                                                                            |
| --------- | ------------------------------------------ | ------------------------------------------------------------- | -------------------------------------------------------------------------------- |
| 1958      | Barbara I. (Tiepholt, geb. Beu)            | Wäscherei Beu                                                 | Von Zoten frei die Narretei                                                      |
| 1959      | Rosemarie I. (Kürten, geb. Rath)           | Wäscherei Heinrich Richarz                                    | Spare in der Not                                                                 |
| 1960      | Zissi I. (Wrede, geb. Mirgel)              | Wäscherei Mirgel                                              | Maat üch Freud sulang et jeht, denn et Levve durt ken Ewichket                   |
| 1961      | Friedel I. (Wenigmann, geb. Metzenmacher)  | Wäscherei Hoscheid                                            | Deut der ahle Kasten öm                                                          |
| 1962/1963 | Irmgard I. (Becker, geb. Hoppe)            | Wäscherei W. H. Thiebes                                       | wegen der Flutkatastrophe in Hamburg kein Motto                                  |
| 1964      | Rosemarie II. (Rietmann, geb. Lütz)        | Wäscherei Josi Thiebes                                        | Met Wieverfasteloovend das ist klar, wird es genau wie vor 140 Johr              |
| 1965      | Ilse I. (Klose, geb. Balzer)               | Altes Beueler Damenkomitee von 1824 e. V.                     | Seid nett zueinander                                                             |
| 1966      | Ingrid I. (Hebel, geb. Steiner)            | Altes Beueler Damenkomitee von 1824 e. V.                     | Nur Freud                                                                        |
| 1967      | Monika I (Henke, geb. Meurer)              | Altes Beueler Damenkomitee von 1824 e. V.                     | Freud Euch heute liebe Leute                                                     |
| 1968      | François I.                                | Mirecourt                                                     | Ob Beuel oder Mirecourt, überall herrscht Freude nur                             |
| 1969      | Rita I. (Vellen, geb. Thiebes)             | Altes Beueler Damenkomitee von 1824 e. V.                     | Met freud schaffe mer alles                                                      |
| 1970      | Karin I. (Komes, geb. Schneid)             | Altes Beueler Damenkomitee von 1824 e. V.                     | Es ist noch Freude da                                                            |
| 1971      | Helga I. (Becker-Friedrich, geb. Becker)   | Altes Beueler Damenkomitee von 1824 e. V.                     | Spaß maache - hätzlich laache                                                    |
| 1972      | Ulrike I. (Ingerberg, geb. Winterscheid)   | Damenkomitee in der TSV Bonn rrh.                             | Freud Dich, wenn de noch jet laache kanns                                        |
| 1973      | Eva-Maria I. (Zwiebler, geb. Kranz)        | Altes Beueler Damenkomitee von 1824 e. V.                     | 150 Johre Freud', su wor et un su bliev et heut                                  |
| 1974      | Monika II. (Gerth)                         | Karnevalsgesellschaft Gelb-Blau Pützchen-Bechlinghoven        | Spaß on laache - könnt ihr all metmache                                          |
| 1975      | Sabine I. (Barz, geb. Thimm)               | Damenkomitee in der katholischen Frauengemeinschaft St. Josef | Freude hält fit, maat all mit                                                    |
| 1976      | Christina I. (Bertram-Meyer, geb. Bertram) | Altes Beueler Damenkomitee von 1824 e. V.                     | Alaaf Schäl Sick, dat is unser Trick                                             |
| 1977      | Mathilde I. (Nießer, geb. Jung)            | Damenkomitee St. Paulus                                       | Ejal wat kütt, mit stoppe alle in de Bütt                                        |
| 1978      | Maritha I. (Weber)                         | Damenkomitee Fidele Reisetanten                               | Met Laache un Schwung bliev mer länger jung                                      |
| 1979      | Claudia I. (Wittenburg, geb. Richarz)      | Damenkomitee Frauengemeinschaft St. Antonius, Holtorf         | Maat üch en andere Freud                                                         |
| 1980      | Susanne I. (Schallenberg, geb. Schaal)     | Damenkomitee in der TSV Bonn rrh.                             | Von Hätze Laache, freud üch maache                                               |
| 1981      | Marita II. (Schäfer, geb. Lux)             | Damenkomitee Frohsinn Geislar                                 | Jecke Wiever, jecke Tön, nä wat es uns Beuel schön                               |
| 1982      | Elisabeth I. (Gerlach, geb. Wieler)        | Altes Beueler Damenkomitee von 1824 e. V.                     | Ooch die allergrößte Krise kann uns dat Levve net vermiese                       |
| 1983      | Hedi I. (von Kortzfleisch)                 | Damenkomitee Klatschbloome Vilich-Müldorf                     | Nä wat e Theater                                                                 |
| 1984      | Antje I. (Brenning, geb. Werner)           | Damenkomitee Oeuel Ost                                        | In Beuel am Rhing - kütt alles durch die Wring                                   |
| 1985      | Christiane I. (Statz, geb. Hammelrath)     | Damenkomitee Frauengemeinschaft St. Paulus                    | Beueler Anekdötchen                                                              |
| 1986      | Maria I. (Balensiefen, geb. Bellinghausen) | Damenkomitee in der TSV Bonn rrh.                             | Jedem Dierche sing Pläsierche                                                    |
| 1987      | Heike I. (Arnold-Fußhöller, geb. Arnold)   | Damenkomitee Fiedele Reisetanten                              | En Beuel fladdere de Botze - lot se                                              |
| 1988      | Silke I. (Frings, geb. Müllenholz)         | Damenkomitee Nixen vom Märchensee                             | Wieverfasteloovend, dat Hätz von Beuel                                           |
| 1989      | Ina I. (Harder, geb. Hallitzky)            | Altes Beueler Damenkomitee von 1824 e. V.                     | Schäl Sick - Sonnesick. Beueler Wäsche seit Römersick                            |
| 1990      | Sabine II. (Pagenkemper)                   | Damenkomitee Klatschbloome Vilich-Müldorf                     | Loss de Botz op der Ling - danz un sing                                          |
| 1991/1992 | Melanie I. (Gierlich, geb. Kraus)          | Damenkomitee Holzlöre Orijinale                               | Wieverfasteloovend ist in - da jomme hin                                         |
| 1993      | Marion I. (Tillmann, geb. Krieger)         | Damenkomitee jecke Wiever vum hellije Tünn                    | Wieverfasteloovend maache mer Rabatz - Beuel hat's                               |
| 1994      | Lucie I. (Claude)                          | Mirecourt                                                     | Jumelage mit Hätz un Plaisir, Wieverfasteloovend fiere mir                       |
| 1995      | Claudia II. (Theisen)                      | Altes Beueler Damenkomitee von 1824 e. V.                     | Wiever, Bützje, Stüßje - janz Beuel es us'm Hüsje                                |
| 1996      | Isabel I. (Henseler, geb. Hüllen)          | Damenkomitee Frohsinn Geislar                                 | Andere lamentiere - Beueler Wiever fiere                                         |
| 1997      | Simone I. (Schütze)                        | Damenkomitee in der TSV Bonn rrh.                             | Jecke Wiever, jecke Klaaf, Beuel Alaaf                                           |
| 1998      | Martina I. (Déus, geb. Emmerich)           | Damenkomitee Fidele Reisetanten                               | Fahrt net övverall hin Beueler Wieverfasteloovend is in                          |
| 1999      | Anja I. (Kranz)                            | Altes Beueler Damenkomitee von 1824 e. V.                     | Beueler Wiever, met vell Humor, fiere 175 Johr                                   |
| 2000      | Yvonne I. (Kempe, geb. Schefczyk)          | Damenkomitee Frauengemeinschaft St. Paulus                    | Beueler Wiever, alt und jung, bränge och 2000 Schwung                            |
| 2001      | Nadine I. (Klein)                          | Altes Beueler Damenkomitee von 1824 e. V.                     | Minge, dinge, singe Klaaf, Beuel Alaaf                                           |
| 2002      | Nicole I. (Büsgen)                         | Damenkomitee Holzlöre Orijinale                               | De Euro do, de mark es weg, Beueler Wiever blieve jeck                           |
| 2003      | Patty I. (Burgunder)                       | Altes Beueler Damenkomitee von 1824 e. V.                     | Beueler Wiever - herrlich jeck, han Schnüss un Hätz om räächte Fleck             |
| 2004      | Silvia I. (Kluth, geb. Emmerich)           | Damenkomitee Fidele Reisetanten                               | 180 Johre lang, sen Beueler Wiever at ze Jang                                    |
| 2005      | Sandra I. (Müller, geb. Peters)            | Damenkomitee Megaperls                                        | Die Session ist kurz und heftig, Beueler fiere kräftig                           |
| 2006      | Melanie II. (Menzel, geb. Groll)           | Damenkomitee Nixen vom Märchensee                             | Soll Fastelovend wie im Märche sen, komm zo de Beueler Wiever hin                |
| 2007      | Sandra II. (Jungheim, geb. Heinen)         | Altes Beueler Damenkomitee von 1824 e. V.                     | Loss de Wäsch un arbeit lieje, komm zo de Beueler Wiever fiere                   |
| 2008      | Melanie III. (Thomas, geb. Amthor)         | Damenkomitee Beuele Määdche                                   | Wieverfastelovend is top, janz Beuel steht Kopp                                  |
| 2009      | Christine I. (Richter, geb. Schlösser)     | Altes Beueler Damenkomitee von 1824 e. V.                     | Met Wiever von de Sonnesick es Karneval de schönste Zick                         |
| 2010      | Lara I. (Mohn)                             | Damenkomitee in der katholischen Frauengemeinschaft St. Josef | Laach un danz un bütz un sing, jecke Tön in Beuel am Rhing                       |
| 2011      | Jenny I. (Balensiefen)                     | Damenkomitee in der TSV Bonn rrh.                             | Beueler Wiever sen joot, han Karneval em Bloot                                   |
| 2012      | Marie Christine I. (Fries)                 | Damenkomitee Seerosen von der Maar                            | Et Heff en de Hand, dat Hätz op de Zung, Beuele Wiever fiere överall met Schwung |
| 2013      | Vanessa I. (Kopschetzky)                   | Damenkomitee Schötzefraue vom hellije Pötz                    | E Büttche bont, e Büttche jeck - Beuele Wieve bütze all Sorje weg!               |
| 2014      | Ann-Kathrin I. (Buhl)                      | Damenkomitee Fiedele Reisetanten                              | Dreimol Alaaf met hetz un Humor heeß et en Beuel schon 190 Johr                  |
| 2015      | Susanne II. (Eyhoff)                       | Damenkomitee in der katholischen Frauengemeinschaft St. Josef | De Botze hänge op de Ling, ons Schäl Sick es e herrlich Ding                     |
| 2016      | Tessa I. (Köhler, geb. Steimel)            | Altes Beueler Damenkomitee von 1824 e. V.                     | Ov Rään, Sönnche oder Schnii - Beueler Wiever sen su jeck wie nie                |
| 2017      | Luisa I. (Braun)                           | Altes Beueler Damenkomitee von 1824 e. V.                     | Wievefastelovend un Pützchens Maat - Beuele Wieve stonn parat                    |
| 2018      | Franzi I. (Zimmermann, geb. Sprenger)      | Altes Beueler Damenkomitee von 1824 e. V.                     | Jeck parat op Beueler Aat                                                        |
| 2019      | Ariane I. (Clever)                         | Damenkomitee in der katholischen Frauengemeinschaft St. Josef | 3 × Alaaf un Bonjour, Beuel is jeck met Mirecourt                                |
| 2020      | Romina I. (Markmann)                       | Altes Beueler Damenkomitee von 1824 e. V.                     | Beuele Wieve klassisch jeck, mit Beethoven he an jeder Eck                       |
| 2021–23   | Lena I. (Obliers)                          | Damenkomitee Nixen vom Märchensee                             | Uns hält nix op, Beuele Wieve sin stets joot drop                                |
| 2024      | Sabrina I. (Michel)                        | Altes Beueler Damenkomitee von 1824 e. V.                     | Tradition met Wieveklaaf, 200 Johr en Beuel Alaaf                                |
| 2025      | Lea I. (Kempe)                             | Damenkomitee Sankt Paulus                                     | Beuele Wieve laache, danze un fiire, all dat kanns´ de hee liire                 |
| 2026      | Judith I. (Rötten)                         | Damenkomitee in der katholischen Frauengemeinschaft St. Josef | Wievefastelovend es trendy on schick, hee op de Beuele Sonnesick                 |

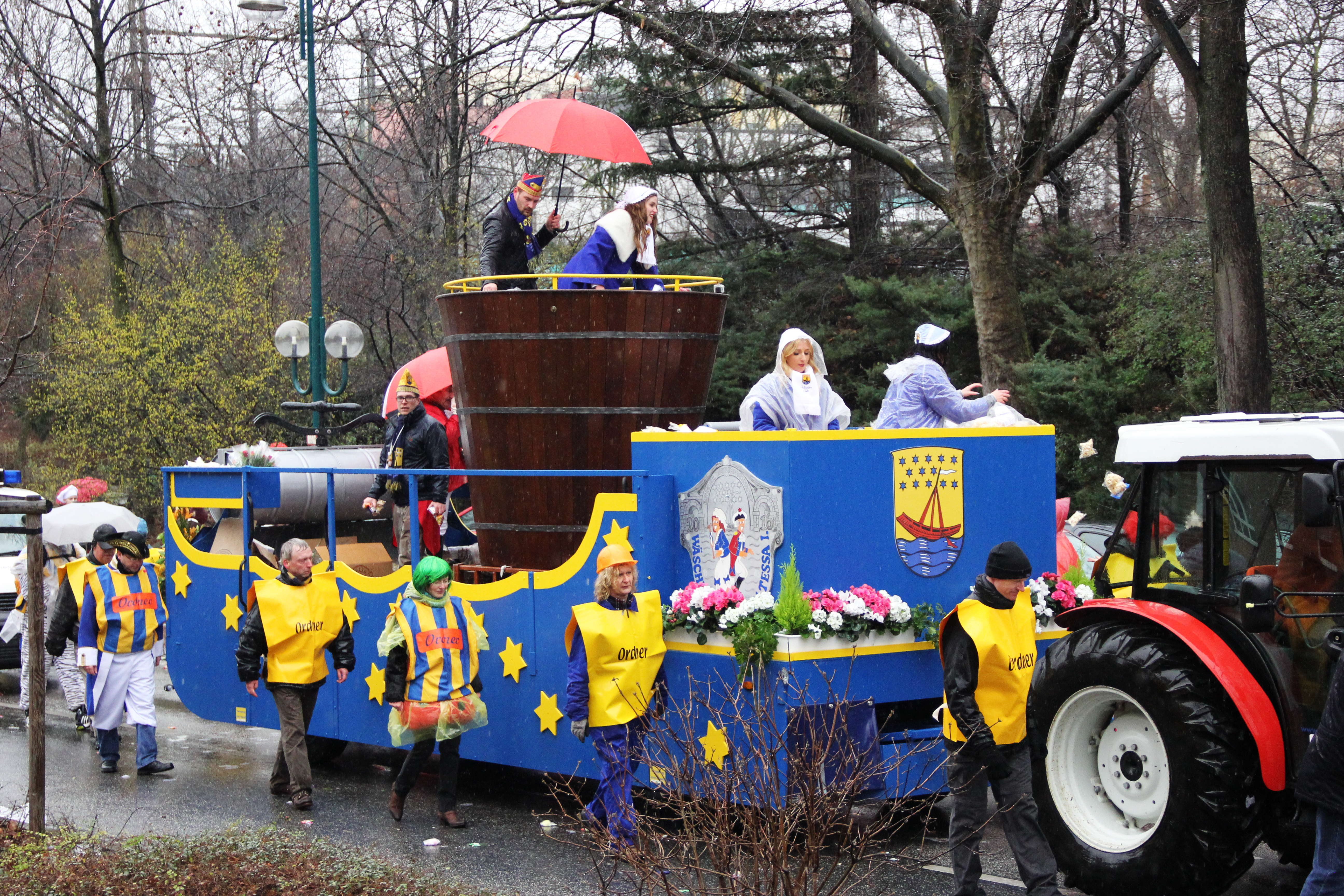
Die Wäscherprinzessin Tessa I. auf ihrem Wagen beim Beueler Zug an „Wieverfastelovend“ (2016)

Vor dem Beueler Heimatmuseum steht zu Ehren der Wäscherinnen der Wäscherinnen-Brunnen, entworfen von Ernemann Sander.

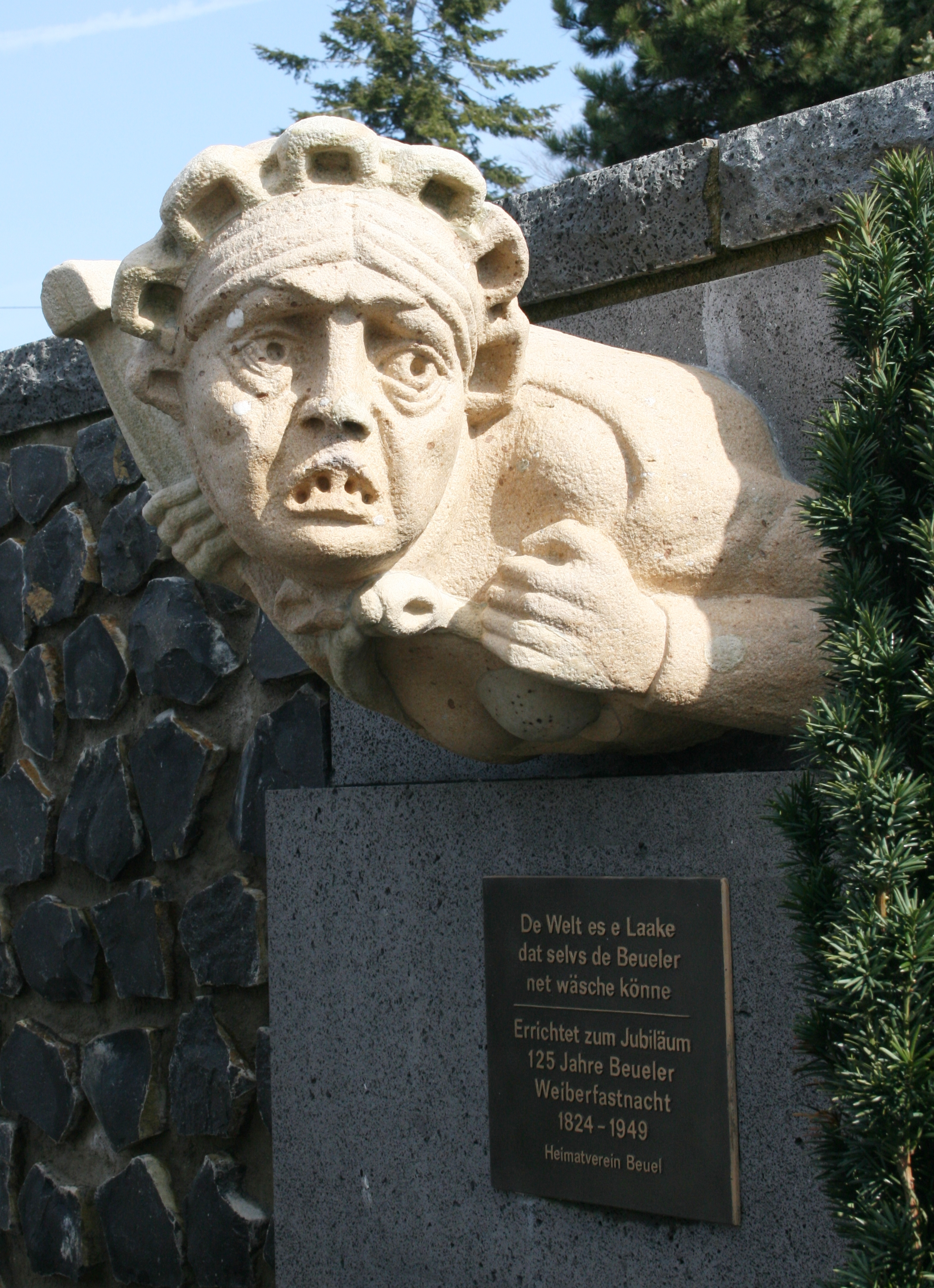
Das Bröckeweibche; errichtet zum Jubiläum 125 Jahre Beueler Weiberfastnacht 1949
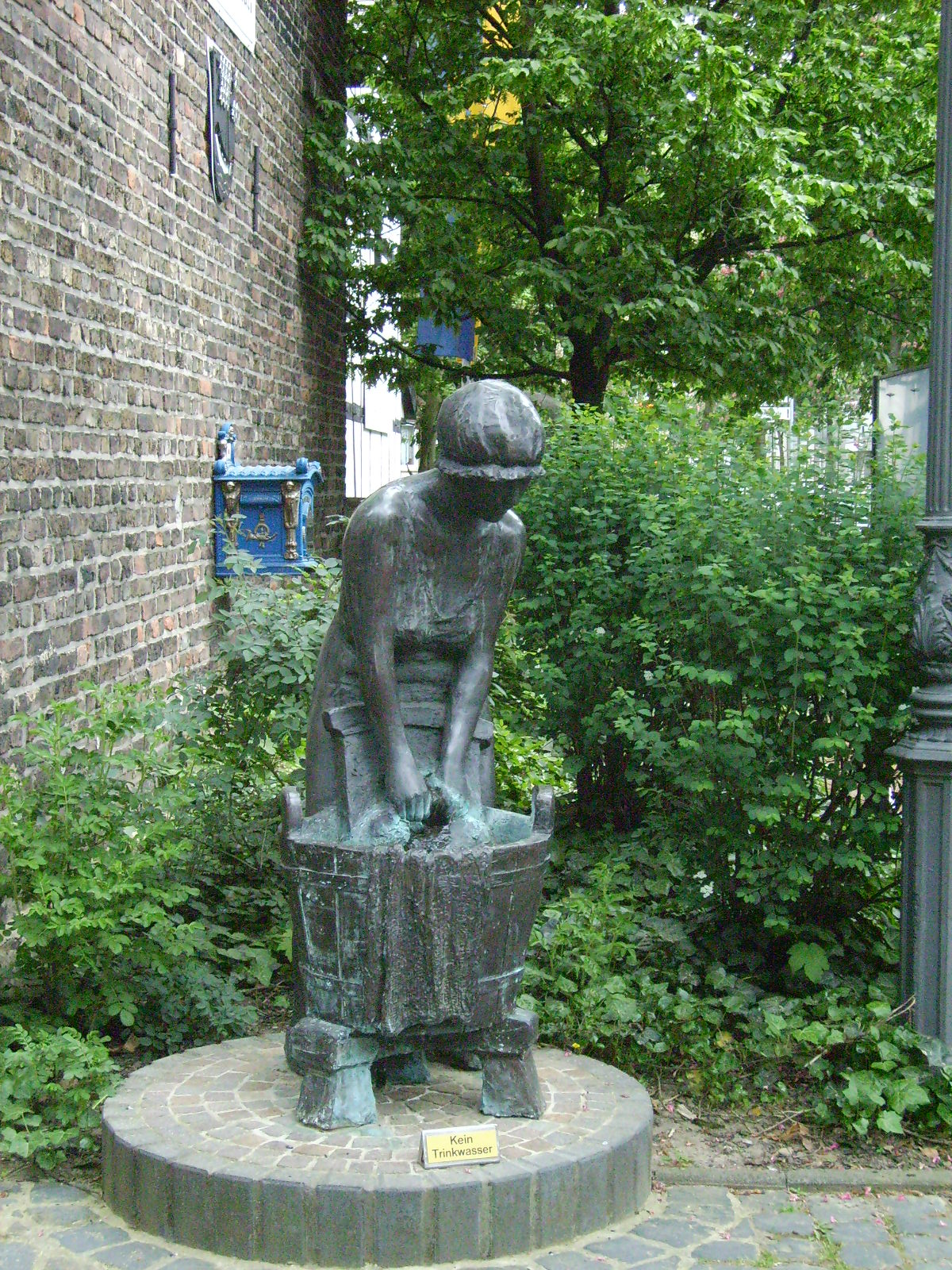
Brunnen der Beueler Waschfrauen

## Beueler Damenkomitees
Die folgende Liste enthält eine Übersicht der zur Zeit 16 Beueler Damenkomitees (Stand 2025):
| Name                                                            |
| --------------------------------------------------------------- |
| Altes Beueler Damenkomitee von 1824 e. V.                       |
| Damenkomitee „Beuele Määdche“                                   |
| 1. Damenkomitee Beuel-Ost                                       |
| Damenkomitee „Frohsinn“, Geislar                                |
| Damenkomitee „Fidele Reisetanten“, Pützchen                     |
| Damenkomitee Grün-Weiß Ramersdorf                               |
| Damenkomitee in der TSV Bonn rrh.                               |
| Damenkomitee „Die jecke Wiever vom hellije Tünn“, Niederholtorf |
| Damenkomitee der katholischen Frauengemeinschaft St. Josef      |
| Damenkomitee Klatschbloome, Vilich-Müldorf                      |
| Damenkomitee „Mega-Perls“                                       |
| Damenkomitee „Nixen vom Märchensee 1946 e. V.“, Oberkassel      |
| Damenkomitee St. Paulus                                         |
| Damenkomitee „Seerosen von der Maar“                            |
| Damenkomitee „Närrische Schifferinnen“                          |
| Damenkomitee „Vilicher Veilchen“                                |